# Кумулативна мина М80
Кумулативна мина М80 намијењена је за уништавање и онеспособљавање свих врста оклопних и других борбених возила и утврђених објеката на даљинама до 400m. За гађање покретних циљева мина се најефикасније употребљава на даљинама брисаног домета до 200m. Мина се употребљава за гађање из ручног бацача граната М57.

## Опис мине
Кумулативна мина се састоји од бојне главе, стабилизатора и барутног пуњења. За вријеме експлозије бојна глава треба да кумулативним млазом пробије оклоп возила и оштети или уништи његову унутрашњост, изазове експлозију муниције и онеспособи послужиоце за даље дејство. Бојна глава се састоји од упаљача, капе, контралијевка, лијевка са цјевчицом, заптивног прстена и заптивача, експлозивног пуњења, кошуљице, подметача, притезача, девијатора и осигураног детонара. Упаљач се састоји од тијела притезача, опруге, прстена, осигуравајуће куглице, склопа иницијалног ланца и склопа армирајућег механизма. Тијело упаљача обједињује у цјелину све дијелове упаљача. Притезач је намијењен за смјештање дијелова склопа иницијалног ланца и за њихово притезање у одређеном положају. Опруга је намијењена за потискивање склопа иницијалног ланца у предњи положај послије испадања осигуравајуће куглице. Прстен чини доњи ослонац опруге. Осигуравајућа куглица је намијењена за спречавање помјерања склопа иницијалног ланца унапријед, чиме се осигурава упаљач у току транспортовања и руковања мином. Контралијевак је намијењен за спречавање упадања дијелова упаљача у лијевак са цјевчицом приликом његовог активириња при удару у циљ (препреку. Лијевак при експлозију експлозивног пуњења, формира кумулативни млаз потреба за пробијање оклопа циња.